# هوندا اورثیا
هوندا اورثیا (به انگلیسی: Honda Orthia) خودرویی است که در سال‌های ۱۹۹۶–۲۰۰۲ (با نام اورثیا) و ۱۹۹۶–۲۰۰۵ (با نام پارتنر) تولید شده‌است. طراحی آن موتور جلو-محور جلو، یا موتور جلو-چهار چرخ متحرک بوده و طول آن در حالت طبیعی ۴٬۵۷۰ میلیمتر (۱۷۹٫۹ اینچ) و  عرض آن در حالت طبیعی ۱٬۶۹۵ میلیمتر (۶۶٫۷ اینچ) و  ارتفاع آن در حالت طبیعی ۱٬۴۸۵ میلیمتر (۵۸٫۵ اینچ)  است. سیستم جعبه‌دندهٔ آن ۴ دنده به دو صورت خودکار و دستی است.